# Opouawe (fleuve)
Le fleuve Opouawe  est un cours d’eau du secteur de Wairarapa, dans le district de South Wairarapa, dans la région de Wellington dans le sud de l’Île du Nord de la Nouvelle-Zélande.

## Géographie
C’est l’un des plus méridionaux des fleuves de l’Île du Nord, qui s’écoule vers le sud pour atteindre le Détroit de Cook tout près de «Te Kaukau Point», à 12 km au nord-est de Cap Palliser